# Rosa Díez
Rosa Maria Díez González, meglio conosciuta come Rosa Díez (Sodupe, 27 maggio 1952), è una politica spagnola, portavoce dell'UPyD e dal 2008 membro del Congresso dei Deputati.

## Biografia
Nel 1977 fa il suo ingresso nel Partito Socialista Operaio Spagnolo, con il quale è stata eletta al Parlamento Basco (1987-1999) e al Parlamento europeo (1999-2007).
Nel 2007, in polemica con le posizioni assunte dal PSOE su tematiche legate ai rapporti con l'ETA e con i nazionalisti baschi, decide di lasciare il partito e il seggio al Parlamento europeo e fonda il partito Unione, Progresso e Democrazia di cui diventa portavoce.
Nel 2008 si candida alle elezioni nazionali con l'UPyD che raccoglie l'1,19% dei consensi, risultando così l'unica eletta del partito.
Nel 2011 è stata rieletta al Congresso dei Deputati e l'UPyD è stato il quarto partito spagnolo più votato raccogliendo il 4,69% dei consensi.